# WWE 2K19
WWE 2K19 é um videogame de luta livre profissional desenvolvido pela Yuke's e publicado pela 2K. Foi lançado mundialmente em 9 de outubro de 2018, para Microsoft Windows, PlayStation 4 e Xbox One. É o vigésimo jogo da série WWE, o sexto sob a bandeira WWE 2K e o sucessor de WWE 2K18.
Este seria o último jogo da WWE desenvolvido pela Yuke's após dezoito anos. A série seria desenvolvida exclusivamente pela Visual Concepts a partir do WWE 2K20, com Yuke desenvolvendo AEW Fight Forever para All Elite Wrestling e editora THQ Nordic. WWE 2K19 cover art.jpg

## Jogabilidade
Em entrevista ao Hardcore Gamer, o diretor criativo do WWE 2K, Lynell Jinks, afirmou que o WWE 2K19 se afastaria da jogabilidade de simulação dos últimos quatro jogos da WWE, em favor de uma jogabilidade mais rápida e fluida, dizendo "[Os fãs] tipo Muitos ficaram desanimados com o produto que estávamos dando a eles e tivemos que pensar fora da caixa e eles nunca pensaram que faríamos isso. O núcleo era a simulação, e as pessoas ficaram desanimadas com isso e ouvíamos em alto e bom som isso eles não estavam mais acreditando e essa foi a força motriz por trás de tudo isso." Ele acrescentou: "Ouvíamos da base de fãs que era muito lento, muito lento e não era mais divertido.

### Modos de jogo
WWE 2K19 apresenta muitos modos de jogo novos e de retorno diferentes, incluindo o modo 2K Showcase, com foco na carreira de Daniel Bryan. Este é o primeiro Showcase a ser apresentado na série desde o DLC Hall of Fame Showcase do WWE 2K17. Os jogadores assumem o controle de 11 modelos diferentes e únicos de Daniel Bryan, em 11 partidas, desde sua partida Velocity contra John Cena, sob seu nome verdadeiro, Bryan Danielson, até seu confronto na WrestleMania 34 com Shane McMahon contra Kevin Owens e Sami Zayn, junto com um décima segunda e última luta, uma luta fictícia contra seu passado na WrestleMania 34.
Dois novos modos “Torre” estão presentes em 2K19. No modo MyPlayer Towers, lutadores ou superestrelas criadas podem participar de desafios online ou offline. Torres de desafios diários, semanais e Pay-Per-View também são introduzidas. Nas WWE Towers, existem dois tipos de Torres, incluindo a Torre Gauntlet, onde os jogadores devem completar a Torre inteiramente em uma sessão, de forma semelhante a uma luta gauntlet. Perder uma partida ou desistir redefine o progresso para a estaca zero. Na Steps Tower, o progresso dos jogadores é salvo após cada partida, para que eles possam jogar no seu próprio ritmo.
O modo MyCareer foi reinventado com o foco em um enredo mais linear que centra o personagem criado pelo jogador como um aspirante a lutador chamado Buzz, que viaja em sua van Bug Busters, subindo da promoção de luta livre independente, BCW, até a WWE, com a história terminando na Wrestlemania 34, com Barron Blade ou Cole Quinn ao lado de Buzz e "The Game" Triple H como árbitro especial, vencendo o Campeonato Universal da WWE de "The Phenomenal" AJ Styles, com Finn Bálor ao seu lado. Barron Blade, um personagem fictício apresentado nos modos MyCareer anteriores, também retorna e atua como guia do Buzz.
O modo Road to Glory retorna de entradas anteriores, com a capacidade de agora juntar-se a uma das oito facções diferentes.

### Plantel
A lista base interna do WWE 2K19 é 197 (204 via pré-encomenda) e DLC carregando o número de superestrelas em 224. Este número seria quebrado em sua sequência WWE 2K20 com o número de 276 (também o jogo com mais duplicatas em História do jogo WWE 2K)

## Lançamento
Em 15 de junho de 2018, a 2K anunciou o WWE 2K19. Em 18 de junho de 2018, a 2K realizou uma coletiva de imprensa, com "The Phenomenal" AJ Styles sendo anunciado como a estrela oficial da capa do videogame; bem como o anúncio do "WWE 2K19 Million Dollar Challenge", em qual os jogadores devem vencer a torre de um milhão de dólares (derrotando 15 oponentes em uma luta gauntlet na WrestleMania 34 sob 5 estipulações diferentes, Normal (Standard, Pin Only e Submission Only), Steel Cage e Hell in a Cell, com base em partidas reais de sua carreira, bem como partidas fictícias, junto com uma variação ouro dele mesmo, com uma classificação geral de 100, dentro de Hell in a Cell no final, com danos transferidos entre as partidas, na dificuldade Legend) no novo modo de torres e enviar um vídeo promocional, após o qual serão selecionados quatro semifinalistas. Os semifinalistas competirão em um torneio para determinar quem enfrentará Styles pelo prêmio de um milhão de dólares.
Em 25 de junho de 2018, Rey Mysterio foi anunciado como um dos dois personagens bônus de pré-encomenda. Em 9 de julho de 2018, "The Baddest Woman on the Planet" "Rowdy" Ronda Rousey foi confirmada como o segundo personagem bônus de pré-encomenda.
Em 25 de julho de 2018, a 2K revelou a edição de colecionador do WWE 2K19 que seria baseada em Ric Flair, intitulada "Wooooo! Edition". Semelhante a alguns dos jogos anteriores; inclui uma cópia da Deluxe Edition do jogo e acesso ao jogo quatro dias antes e ao Season Pass junto com outros recursos físicos, incluindo uma placa com um pedaço de tecido do manto rosa ou roxo de Flair. Os recursos do jogo incluem acesso aos personagens bônus de pré-encomenda Ronda Rousey e Rey Mysterio; bem como uma versão de 2002 de The Undertaker, Ricky Steamboat, "Rowdy" Roddy Piper, "The American Dream" Dusty Rhodes e "Macho Man" Randy Savage, o manto WrestleMania XXIV de Flair e sua filha, o manto WrestleMania 32 de Charlotte Flair como em- trajes de jogo e a arena Starrcade de 1983.
Ao longo de três semanas em agosto e setembro de 2018, a lista transmitida pela 2K revela vídeos em seus canais do YouTube e Twitch, apresentados por Rusev e Lana com uma dupla diferente como convidados a cada semana; The B-Team (Bo Dallas e Curtis Axel) na primeira semana, Gallows e Anderson (Luke Gallows e Karl Anderson) na segunda semana, The Bar (Cesaro e Sheamus) na terceira semana. Em 13 de setembro de 2018, a 2K lançou o trailer oficial do jogo, apresentando vários novos recursos, como o modo Big Head, uma versão zumbi de Triple H e o local da partida House of Horrors de Bray Wyatt. Uma semana depois, a trilha sonora foi revelada em uma transmissão ao vivo apresentada por The New Day (Xavier Woods, Big E e Kofi Kingston), ao lado de Elias e do rapper Wale. Cada música da trilha sonora foi escolhida por um lutador da WWE e inclui artistas populares como Eminem, Post Malone, Metallica e Fall Out Boy.

## Recepção
WWE 2K19 recebeu críticas "geralmente favoráveis", de acordo com o agregador de análises Metacritic.
O jogo foi nomeado para "Jogo de esportes/corrida favorito dos fãs" no Gamers' Choice Awards, e para "Título do ano em esportes, corrida ou luta" no Australian Games Awards.
IGN avaliou 2K19 com 7,3 de 10, dizendo: "Ele ainda é prejudicado por uma série de problemas antigos. Mas com o modo MyCareer muito melhorado e a grande quantidade de conteúdo disponível graças ao retorno do modo Showcase e à adição de 2K Towers, interrompe a espiral descendente da série e a coloca de volta nos trilhos."

### Suporte estendido
Após o fracasso do WWE 2K20 o suporte online para WWE 2K19 foi estendido até março de 2022 coincidindo com o lançamento do próximo grande jogo da série WWE 2K22 que foi o primeiro jogo da série a ser lançado no PlayStation 5 e Xbox Series X junto com Steam, PlayStation 4 e Xbox One.

## Notes
1. ↑  Trabalho adicional de Visual Concepts.